# Zăicani, Rîșcani
Zăicani este un sat din raionul Rîșcani, Republica Moldova.

## Istorie
Satul Zăicani este atest documentar pentru prima dată în anul 1559:
„1559 <7067> august 7.

Carte de la Alexandru vodă cum că Neagoia pârcălab de Hotin au dat fiului său Ionașcu satul Zăhăicanii și cu mori în Ciuhur, ce i-au fost lui cumpărătură.”

## Demografie
Conform datelor recensământului din anul 2004, populația satului constituia 3.110 oameni, dintre care 47,14% - bărbați și 52,86% - femei. Structura etnică a populației în cadrul satului: 98,71% - moldoveni/români, 0,71% - ucraineni, 0,35% - ruși, 0,03% - găgăuzi, 0,06% - bulgari, 0,13% - alte etnii.
În satul Zăicani au fost înregistrate 1239 de gospodării casnice la recensământul din anul 2004, iar mărimea medie a unei gospodării era de 2,5 persoane.

## Administrație și politică
Componența Consiliului local Zăicani (11 consilieri), ales la 5 noiembrie 2023, este următoarea:
|  | Partid                                       | Consilieri | Componență | Componență | Componență | Componență | Componență | Componență | Componență |
|  | -------------------------------------------- | ---------- | ---------- | ---------- | ---------- | ---------- | ---------- | ---------- | ---------- |
|  | Partidul Socialiștilor din Republica Moldova | 7          |            |            |            |            |            |            |            |
|  | Partidul Acțiune și Solidaritate             | 2          |            |            |            |            |            |            |            |
|  | Partidul Social Democrat European            | 1          |            |            |            |            |            |            |            |
|  | Partidul Comuniștilor din Republica Moldova  | 1          |            |            |            |            |            |            |            |

## Personalități

### Născuți în Zăicani
- Iacob Burghiu (1941–2003), scriitor, scenarist, regizor și actor sovietic și moldovean.